# Martin Skaroupka
Martin Škaroupka, född 20 januari 1981 i Tjeckoslovakien, är en tjeckisk trummis som i slutet av 2006 tog över trummorna i black metal-gruppen Cradle of Filth efter att svensken Adrian Erlandsson hoppat av. Han kallar sig Marthus. 

## Dikografi (urval)
Demo-inspelningar med Happy Death
- 1999 – Altering the Technology
- 2005 – 1st Technology

Studioalbum med Entrails
- 1999 – Serpent Seed

Studioalbum med Inner Fear
- 2000 – Akhu
- 2002 – Thanalogy
- 2003 – Symbiotry
- 2012 – First Born Fear

Studioalbum med Symphonity
- 2008 – Voice from the Silence
- 2016 – King of Persia

Studioalbum med 	Cradle of Filth
- 2008 – Godspeed on the Devil's Thunder
- 2010 – Darkly, Darkly, Venus Aversa
- 2012 – The Manticore and Other Horrors
- 2015 – Hammer of the Witches

Album med Masterplan
- 2013 – Novum Initium
- 2015 – Keep Your Dream aLive (livealbum)

Studioalbum med Sebastien
- 2015 – Dark Chambers of Déjà Vu